# 강성천 (정치인)
강성천(姜成天, 1940년 8월 15일~)은 대한민국의 정치인이며, 제18대 국회의원이다.

## 역대 선거 결과
|  | 0.48% |

|  | 37.48% |